# Орада
Орада (лат. Sparus aurata L.) је риба из породице кантара или љускавки (Sparidae) (са коштаним скелетом (кошљориба) и несавитљивим, коштаним жбицама у леђном и аналном перају (тврдоперки). Представља једну од познатијих риба у Јадранском мору. 

## Опис
Горњи део њеног тела је модрикастозеленкастосиве боје, док су јој бокови сивосребрнасти. Уз горњи део шкржног отвора има љубичастоцрну мрљу која захвата и део шкржног заклопца. Простор између њених очију премошћује златна мрља. Златну мрљу има и на шкржним заклопцима. Може нарасти до 60 cm у дужину, тежина јој може бити и до 10 kg.
Лови се мрежама потегачама, пливарицом, вршом, парангалом, штапом, остима и пушком за подводни риболов.